# 다니옐 수바시치
다니옐 수바시치(크로아티아어: Danijel Subašić, 크로아티아어 발음: [dǎnijel sûbaʃitɕ]; 1984년 10월 27일~)는 크로아티아의 전(前) 축구 선수로, 현역 시절 포지션은 골키퍼였다.

## 클럽 경력
2023년 5월 28일, 하이두크 스플리트와 HNK 시베니크와의 경기에서 주장 완장을 차고 경기에 출전한 수바시치는 24분 이반 루치치와 교체되었다. 수바시치는 경기가 끝난 후 현역 생활에서 은퇴했고, 관중들은 24분 그라운드에서 퇴장하는 수바시치에게 박수를 보냈다.

## 수상 내역

#### 크로아티아 대표팀
- FIFA 월드컵 준우승: 2018[2]